# Comtesse Fœdora
La comtesse Fœdora, née en 1805 ou 1808, est un personnage de La Comédie humaine d'Honoré de Balzac.

## Biographie de fiction et caractère
Elle a fait un mariage morganatique avec un grand seigneur russe, mais le tsar ne lui reconnaît pas les titres de son mari, et l'ambassadeur de Russie à Paris l'évite. « L'ambassadeur de Russie s'est mis à rire quand je lui ai parlé d'elle. Il ne la reçoit pas, et la salue fort légèrement quand il la rencontre au Bois. »
Personnage très mystérieux, elle est belle, attirante, cependant sa voix change d'octave de manière très inattendue et l'on peut se poser des questions concernant son orientation sexuelle, dégageant une sorte d'idée d'hermaphrodisme. Il y a parfois chez elle des traces de masculinité. En 1829, Raphaël de Valentin, à qui elle a été présentée par Eugène de Rastignac, en tombe éperdument amoureux. Mais très vite, il est épouvanté par sa froideur et son obstination à rester distante. Une nuit, il se cache dans sa chambre pour la voir se déshabiller. Il n'apprend rien de particulier.
On ne lui connaît pas d'amant. Elle s'exhibe seulement avec un grand nombre de jeunes gens titrés à l'Opéra de Paris. Elle est très riche mais l'origine de sa fortune reste inconnue. Affamée d'honneurs, Fœdora demande à Raphaël de lui obtenir la protection de son cousin, le duc de Navarreins, dans ses démarches pour obtenir les titres de son mari. « La protection du duc de Navarreins, dit-elle en continuant avec des inflexions de voix pleines de câlinerie, me serait très utile auprès d'une personne toute-puissante en Russie, et dont l'intervention est nécessaire pour me faire rendre justice dans une affaire qui concerne à la fois ma fortune et mon état dans le monde, la reconnaissance de mon mariage par l'empereur. Le duc de Navarreins n'est-il pas votre cousin ? Une lettre de lui déciderait tout. »
Mais Raphaël se venge d'elle par une épigramme, dite par lui à l'Opéra et qui fait désormais le tour de tous les salons parisiens. « Tout à coup elle pâlit en rencontrant les yeux fixes de Raphaël ; son amant dédaigné la foudroya par un intolérable coup d'œil de mépris. Quand aucun de ses amants bannis ne méconnaissait sa puissance, Valentin, seul dans le monde, était à l'abri de ses séductions. Un pouvoir impunément bravé touche à sa ruine. Cette maxime est gravée plus profondément au cœur d'une femme qu'à la tête des rois. Aussi, Fœdora voyait-elle en Raphaël la mort de ses prestiges et de sa coquetterie. Un mot, dit par lui la veille à l'Opéra, était déjà devenu célèbre dans les salons de Paris. Le tranchant de cette terrible épigramme avait fait à la comtesse une blessure incurable. »
Ce personnage apparaît dans Sarrasine, dans une édition intermédiaire (Etudes Mœurs au XIXe siècle, éd. de Mme Béchet, tome XII, 4e volume des Scènes de la vie parisienne (1835), et non dans l'édition définitive du texte, celle qui se trouve notamment dans la Pléiade.Dans cette nouvelle, elle a vingt-deux ans, est déjà veuve et se joue des sentiments du narrateur. Selon Félicien Marceau, « […] elle est le symbole de la Société, ravissante et sans cœur, provoquant les désirs sans les satisfaire […] ». Balzac écrit d'ailleurs à madame Hanska : « Vous voulez savoir si j'ai rencontré Fœdora ? […] J'en suis à la soixante-douzième femme qui a l'impertinence de s'y reconnaître. »